# Olaf Schöningh
Olaf-Jan Schöningh (* 18. Oktober 1999 in Eindhoven) ist ein niederländischer Eishockeyspieler, der seit 2022 bei den Bulldogs de Liège unter Vertrag steht und mit dem Klub in der belgisch-niederländischen BeNe League spielt.

## Karriere
Olaf Schöningh begann seine Karriere bei den Eindhoven Kemphanen aus seiner Heimatstadt, für die er als 19-Jähriger in der zweitklassigen Eerste divisie debütierte. Am Ende der Spielzeit 2021/22 wurde er Torschützenkönig der Eerste divisie. Anschließend wechselte er zu den Bulldogs de Liège, wo er in der belgisch-niederländischen BeNe League spielt. Mit den Bulldoggen konnte er die Liga im Jahr 2023 und 2024 gewinnen.

### International
Für die niederländische Nationalmannschaft spielte Schöningh, der im Juniorenbereich nie zu internationalen Einsätzen kam, erstmals in der Saison 2018/19. Bei der Weltmeisterschaft 2023 spielte er in der Division I sein erstes WM-Turnier. Dort spielte er auch Weltmeisterschaft 2024. Bei der Weltmeisterschaft 2025 spielte er in der Division II.

## Erfolge und Auszeichnungen
- 2022 Torschützenkönig der Eerste divisie
- 2023 Gewinn der BeNe League mit den Bulldogs de Liège
- 2024 Gewinn der BeNe League mit den Bulldogs de Liège
- 2025 Aufstieg in die Division I, Gruppe B, bei der Weltmeisterschaft der Division II, Gruppe A

## BeNe-League-Statistik
(Stand: Ende der Saison 2024/25)